# Lycophotia picta
Lycophotia picta là một loài bướm đêm trong họ Noctuidae.